# Barbacenia paranaensis
Barbacenia paranaensis är en enhjärtbladig växtart som beskrevs av Lyman Bradford Smith. Barbacenia paranaensis ingår i släktet Barbacenia och familjen Velloziaceae. Inga underarter finns listade.